# Terriers (série télévisée)
Pour les articles homonymes, voir Terrier.
Terriers est une série télévisée américaine en treize épisodes de 42 minutes, créée par Ted Griffin et diffusée entre le 8 septembre et le 1er décembre 2010 sur FX.
En Belgique, la série est diffusée depuis le 30 juin 2013 sur Club RTL, mais reste inédite dans les autres pays francophones.

## Synopsis
Ex-policier et ancien alcoolique, Hank Dolworth et son meilleur ami Britt Pollack, ancien criminel, s'associent et deviennent détectives privés sans licence à Ocean Beach, un quartier de San Diego.

## Distribution

### Acteurs principaux
- Donal Logue (VF : Jean-François Aupied) : Hank Dolworth
- Michael Raymond-James (VF : Mark Lesser) : Britt Pollack
- Laura Allen (VF : Hélène Bizot) : Katie Nichols
- Kimberly Quinn (VF : Juliette Degenne) : Gretchen Dolworth
- Jamie Denbo (en) (VF : Mélody Dubos) : Maggie Lefferts
- Rockmond Dunbar (VF : Gilles Morvan) : Détective Mark Gustafson

### Acteurs récurrents
- Craig Susser (VF : Antoine Doignon) : Reynolds
- Christopher Cousins (VF : Constantin Pappas) : Robert Lindus
- Rachel Miner (VF : Dorothée Pousséo) : Eleanor Gosney
- Alex Fernie (VF : Nicolas Beaucaire) : Swift
- Todd Fasen (VF : Julien Chatelet) : Gunt
- Alex Berg (VF : Benjamin Gasquet) : Blodgett
- Paul Hipp (VF : Thierry Kazazian) : Barry
- Maximiliano Hernández (VF : Sylvain Agaësse) : Ray
- Loren Dean (VF : Stéphane Pouplard) : Jason Adler
- Karina Logue (VF : Odile Schmitt) : Steph
- Daren Scott (VF : Yann Pichon) : Burke
- Michael Gaston (VF : Patrick Borg) : Ben Zeitlin
- Michael Villani (VF : Hervé Caradec) : Capitaine Brehmer
- Zack Silva (en) (VF : Alexandre Borras) : Gavin
- Kirk Fox (VF : Emmanuel Gradi) : Carter
- Johnny Sneed (VF : Fabien Jacquelin) : Professeur Owens
- Stephen Frejek (VF : Gaël Zaks) : Officier Robledo
- Alison Elliott (VF : Valérie Nosrée) : Laura Ross

- - Source : DSD (Doublage Séries Database)[réf. souhaitée]
  - Adaptation : Olivier Le Treut, Xavier Varaillon, Sabrina Boyer et Tim Stevens

## Épisodes
1. La Fille de mon pote (Pilot)
2. Chiens et Chevaux (Dog and Pony)
3. Partenaire Instable (Change Partners)
4. Manque de Chance (Fustercluck)
5. L'Entourloupe (Manifest Destiny)
6. La Bague (Ring-a-Ding-Ding)
7. Les Disparues (Missing Persons)
8. Viva Tijuana (Agua Caliente)
9. Erreur de Jeunesse (Pimp Daddy)
10. La Menace (Asunder)
11. Les Démons du passé (Sins of the Past)
12. Quid Pro Quo (Quid Pro Quo)
13. Double Détente (Hail Mary)

## Commentaires
La série a été annulée à la fin la première saison, par FX en raison d'audiences insuffisantes.